# Symmoca cinerariella
Symmoca cinerariella is een vlinder uit de familie dominomotten (Autostichidae). De wetenschappelijke naam is, als Oecophora cinerariella, voor het eerst geldig gepubliceerd in 1859 door Josef Johann Mann.
Deze vlinder komt voor in Europa.

## Synoniemen
- Eremica siciliana Dufrane, 1955[1]
- Symmoca trinacriella Caradja, 1928[1]